# Sportfotografie

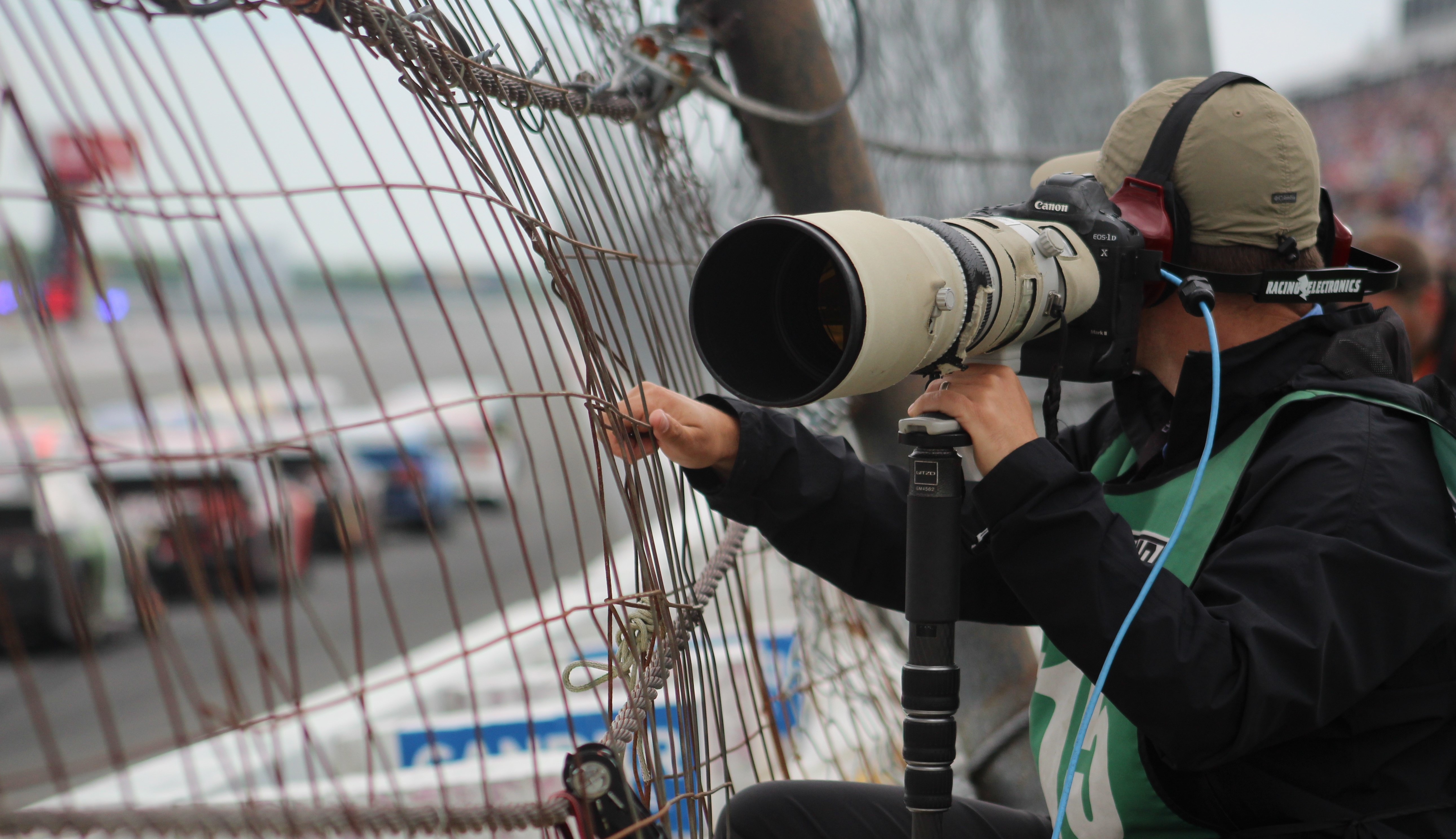
Een sportfotograaf die rondkijkt tijdens de Pocono 400 2019.

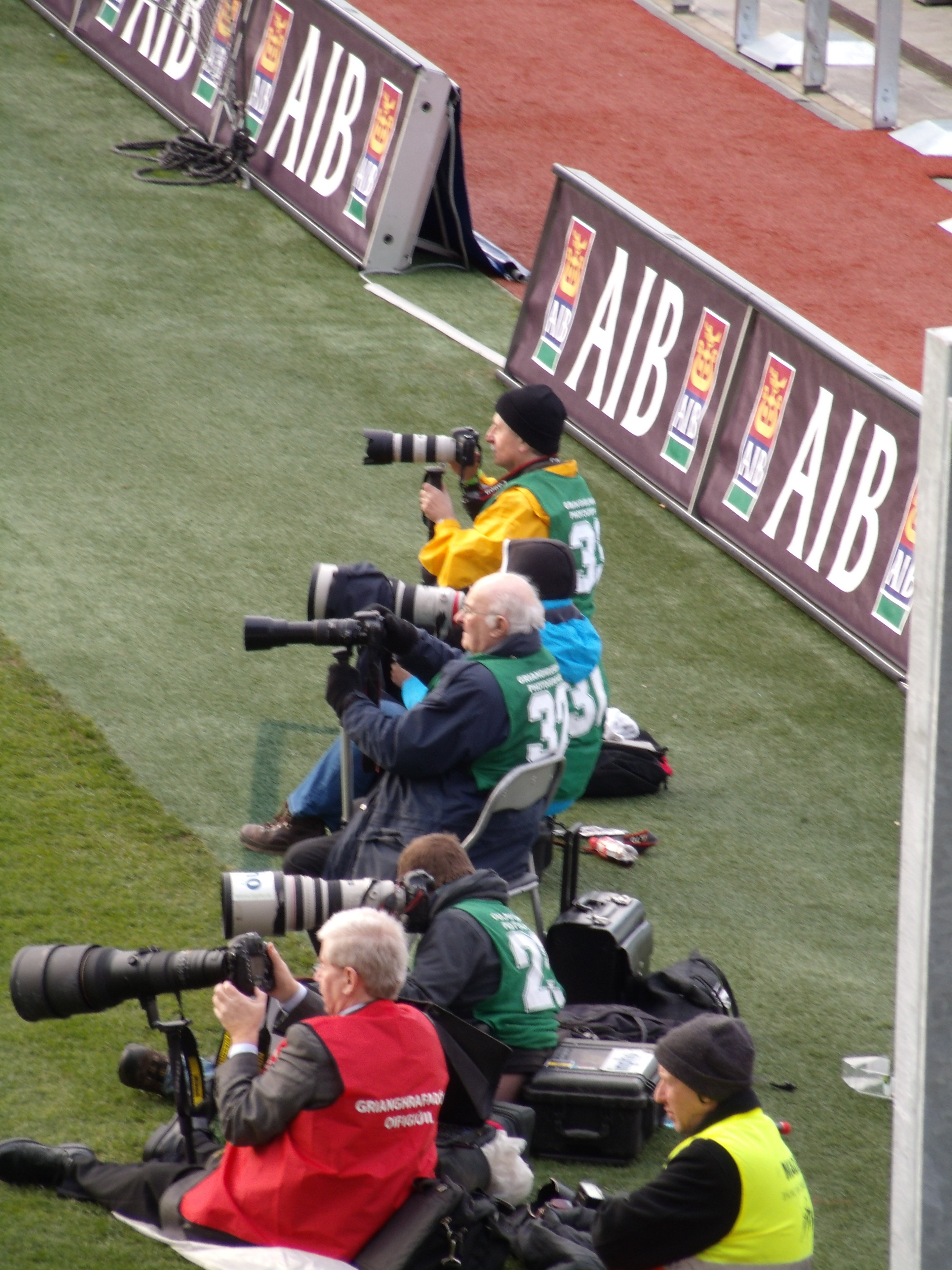
Fotografen bij een wedstrijd in Croke Park, Ierland. Let op het gebruik van teleobjectieven.

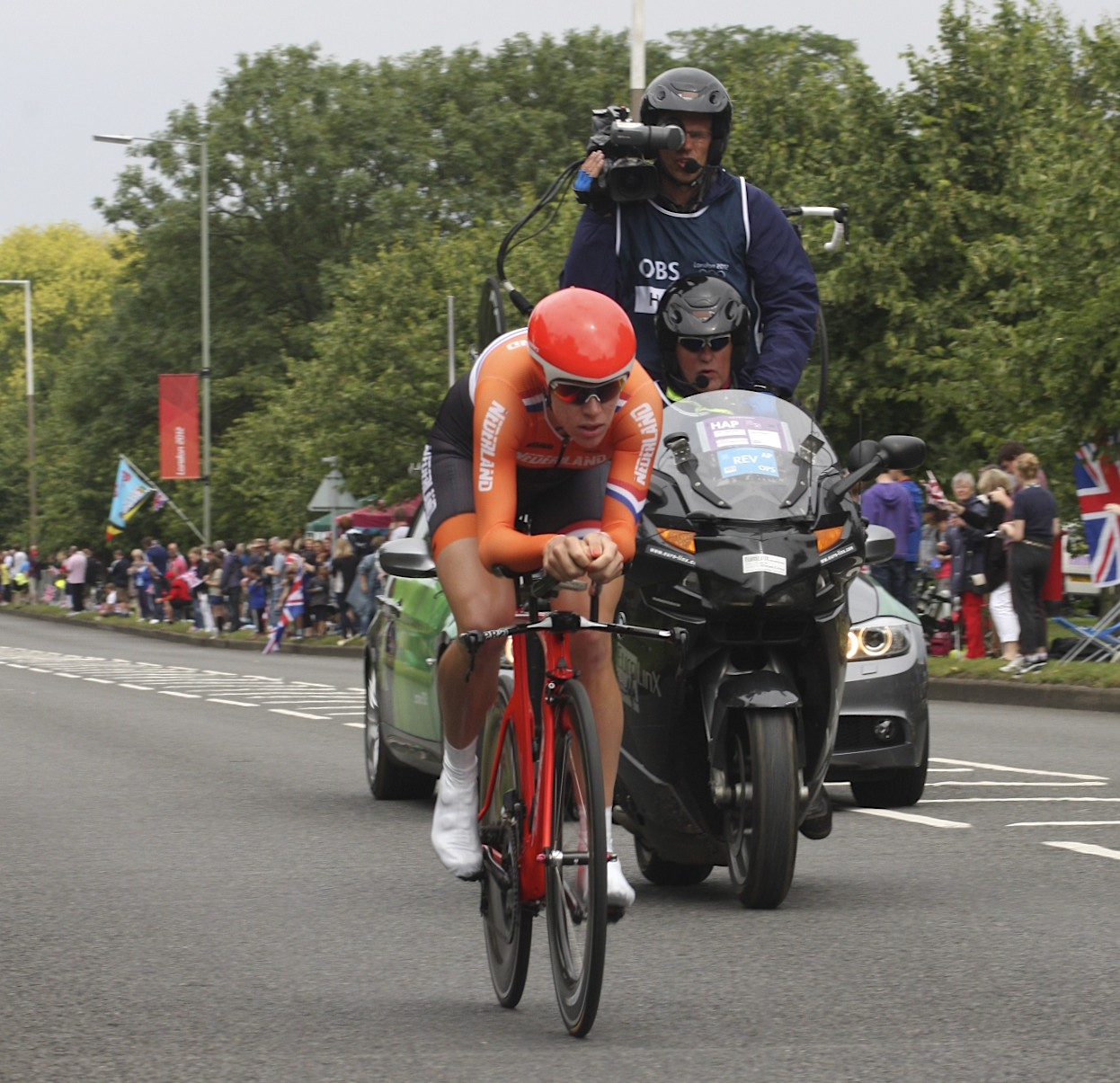
Filmen vanaf een motor wordt vaak gedaan bij duursporten. Afgebeeld: Ellen van Dijk op de Olympische Zomerspelen van 2012.

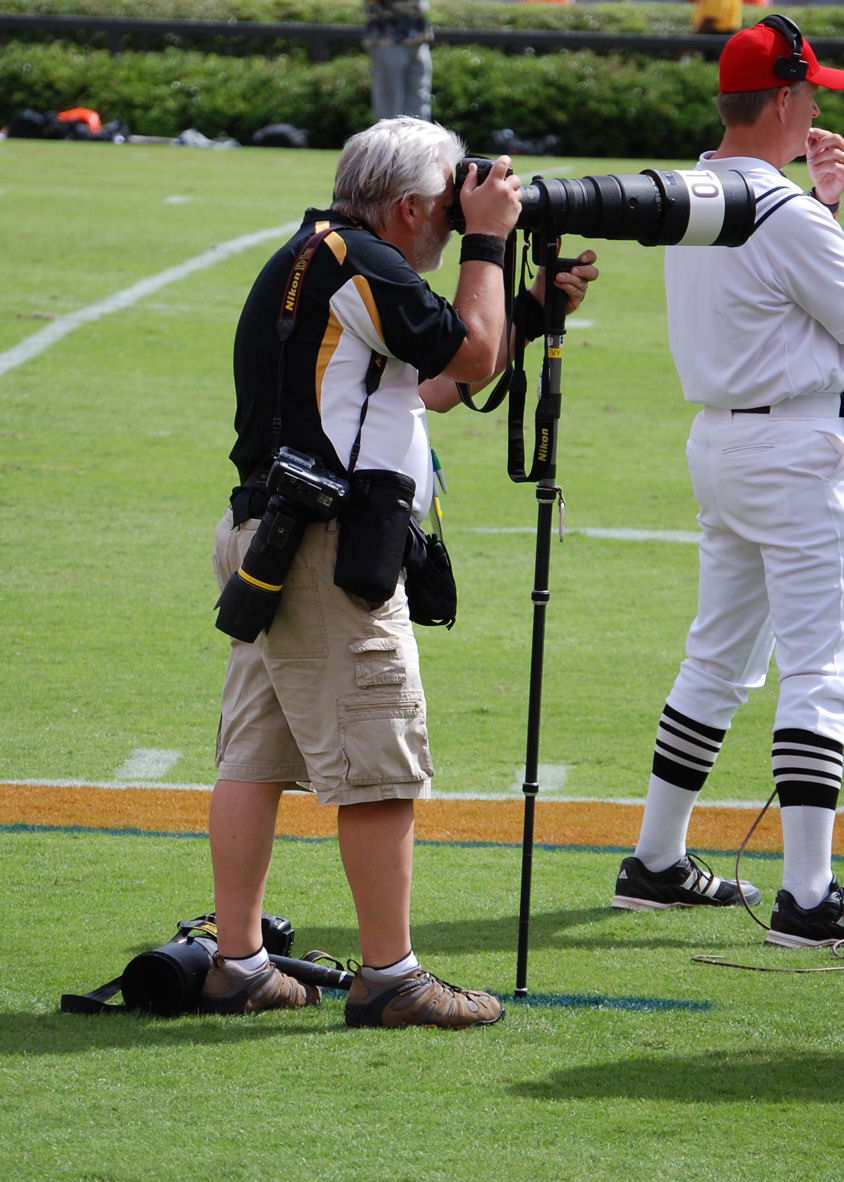
Fotograaf aan de zijlijn van een Americanfootballwedstrijd met meerdere camera's, lange objectieven en monopods.

Sportfotografie is het genre van fotografie dat alle soorten sport omvat.
In de meeste gevallen is professionele sportfotografie een tak van fotojournalistiek, terwijl amateursportfotografie, zoals foto's van voetballende kinderen, een tak van lokale fotografie is.
De belangrijkste toepassing van professionele sportfotografie is voor redactionele doeleinden; sportfotografen werken meestal voor kranten, nieuwsagentschappen of sporttijdschriften. Sportfotografie wordt echter ook gebruikt voor reclamedoeleinden, zowel om een merk op te bouwen als om een sport te promoten op een manier die niet met redactionele middelen kan worden bereikt.

## Uitrusting
De apparatuur die doorgaans wordt gebruikt voor sportfotografie omvat een digitale spiegelreflexcamera (DSLR) of spiegelloze camera met hoge continu opnamesnelheden en verwisselbare objectieven met een brandpuntsafstand van 14 mm tot 400 mm of langer, afhankelijk van het type sport. De juiste objectieven zijn erg belangrijk omdat ze de fotograaf in staat stellen zo snel mogelijk dichterbij of verder te reiken om het spel bij te houden. Essentiële accessoires zijn een monopod voor stabiliteit en extra batterijen. Objectieven met een langere brandpuntsafstand worden meestal gebruikt om actie te fotograferen in sporten zoals voetbal, roeien. Dus sporten waar je niet dichtbij genoeg kunt komen. Terwijl groothoeklenzen kunnen worden gebruikt voor zijlijn- en close-upfoto's van atleten.

### Camerabody's
De camerabody's die de voorkeur hebben voor moderne sportfotografie hebben een snelle autofocus en hoge burst-snelheden, meestal 14 frames per seconde of soms nog sneller (20 frames per seconde). Camera's specifiek voor sport- en actiefotografie worden geproduceerd door de bekende merken Canon, Nikon en Sony; deze zijn vooral populair bij professionele sportfotografen. Deze body's zijn echte werkpaarden, want ze kunnen tegen een stootje, zijn snel en kunnen tegen een kleine regenbui doordat ze uitstekende afdichtingen hebben.
Bij sommige sporten is het handig een camera te hebben die niet veel geluid maakt. Vooral bij sporten die veel concentratie van de sporters vereisen en waar het stil is, zoals golf. Van de meeste spiegelreflexcamera's is bekend dat de sluiter / spiegel behoorlijk gehorig zijn. Dit is vooral het geval bij de Canon 1Dx serie. De spiegelroze camera's van tegenwoordig hebben hier geen last meet van. Bij buitensporten zoals voetbal, rugby, auto- of motorraces is een beetje geluid van de camera's geen probleem. Dat zal altijd overstemd worden door het geluid van publiek en sporters zelf.

### Objectieven
Voor verschillende sporten bestaan verschillende voorkeuren voor objectieven, maar sportfotografie vereist meestal een groot diafragma, zoals f/2.8 teleobjectieven, met snelle autofocusprestaties. Om verschillende redenen is snelle autofocus nodig om scherp te stellen bij beweging, telefoto om dicht bij de actie te komen:
- De achtergrond is onscherp vanwege een geringe scherptediepte, wat resulteert in een betere isolatie van het onderwerp.
- De objectieven kunnen sneller scherpstellen door de toename van het licht dat het objectief binnenkomt – belangrijk bij snel bewegende actie.
- Kortere sluitertijden kunnen worden gebruikt om de actie te bevriezen.

Extreem grote diafragma's (zoals f/1.2 of f/1.4) worden minder vaak gebruikt, omdat bij deze diafragma's de scherptediepte erg klein is, wat het scherpstellen moeilijker maakt en de autofocus vertraagt. Het belangrijkste onderscheid is tussen buitensporten en binnensporten: bij buitensporten zijn de afstanden groter en is meer licht aanwezig, terwijl bij binnensporten de afstanden kleiner zijn en het licht zwakker.
Er worden zowel zoom- als primelenzen gebruikt; zoomlenzen (meestal 70-200mm, 100-400mm of 200-400mm) maken een groter kadreringsbereik mogelijk; primes (200mm, 300mm, 400mm tot 600mm) zijn sneller en optisch superieur, maar zijn beperkter in framing.
Diafragma's van f/2.8 worden het vaakst gebruikt, hoewel f/4 ook voorkomt. Opvallend is de kenmerkende witte behuizing van de Canon-supertelelenzen, die bij veel sportevenementen worden gebruikt. Hiervan wordt de 400mm f/2.8 vooral aanbevolen voor veldsporten zoals voetbal.
Het brandpunt varieert met sport en voorkeur. Bijvoorbeeld golffotografen geven de voorkeur aan een 500mm f/4 in plaats van een 400mm f/2.8, omdat een lichter objectief prettiger is om te dragen bij langdurig fotograferen.
Binnensportfotografie, zijn de uitdagingen vaak de hogere ISO-waarden, de kleuren die de kunstlampen uitstralen en de vaak rommelige achtergronden. Een goedkopere oplossing is om de 50mm-primelens te gebruiken, ook wel een "nifty-fiftylens" genoemd.

### Camera's op afstand
Sportfotografen kunnen externe camera's gebruiken die worden geactiveerd door draadloze sluiterapparaten (bijv. PocketWizards) om te fotograferen vanaf plaatsen waar ze anders niet zouden kunnen blijven, bijvoorbeeld in een verhoogde positie zoals boven een basket, of om op twee plaatsen tegelijk te zijn, zoals bij de start en de finish, bijvoorbeeld bij paardenraces of atletiek. 

## Techniek
Locatie en standpunt zijn van belang. Bij grote evenementen fotograferen professionele fotografen vaak vanaf VIP-plekken met de beste uitzichten, meestal zo dicht mogelijk bij de actie. Bij de meeste sporten moet de fotograaf zijn foto's snel kadreren en de camera-instellingen spontaan aanpassen om onscherpte of onjuiste belichting te voorkomen. Sommige sportfotografie wordt ook op afstand gedaan om het spel een uniek effect te geven.
Sportfotografen moeten het spel kennen en kunnen voorspellen wat er in een sportwedstrijd zal gebeuren om de gebeurtenissen goed vast te leggen. De actie gaat snel, dus een goed voorbereiding is van belang.
De sluitertijd is belangrijk voor het vastleggen van beweging, dus sportfotografie wordt vaak gedaan in de modus sluitertijdvoorkeur of handmatig. Een veelvoorkomend doel is een moment vast te leggen met minimale onscherpte, in welk geval een minimale sluitertijd gewenst is. Maar in andere gevallen wordt een langere sluitertijd gebruikt, zodat onscherpte zichtbaar wordt om de beweging vast te leggen, niet alleen het moment. Een bepaalde techniek is pannen, waarbij de camera een langere sluitertijd gebruikt (ca. 1/125-1/60 s) en meebeweegt met het onderwerp, wat een relatief scherp hoofdonderwerp oplevert tegen een wazige achtergrond in de bewegingsrichting en daardoor het gevoel van snelheid geeft. De ISO-waarde is vaak hoog (om kortere sluitertijden mogelijk te maken) en kan op automatisch blijven staan.
Sportfoto's worden vaak gemaakt in burst-modus om het beste moment vast te leggen, soms in combinatie met JPEG in plaats van RAW-opnamen (JPEG-bestanden zijn kleiner, waardoor langere bursts mogelijk zijn).